# Bảo tàng Antonín Dvořák
Bảo tàng Antonín Dvořák là một bảo tàng dành riêng nhà soạn nhạc Antonín Dvořák (1841-1904) ở thủ đô Praha, cộng hòa Séc.

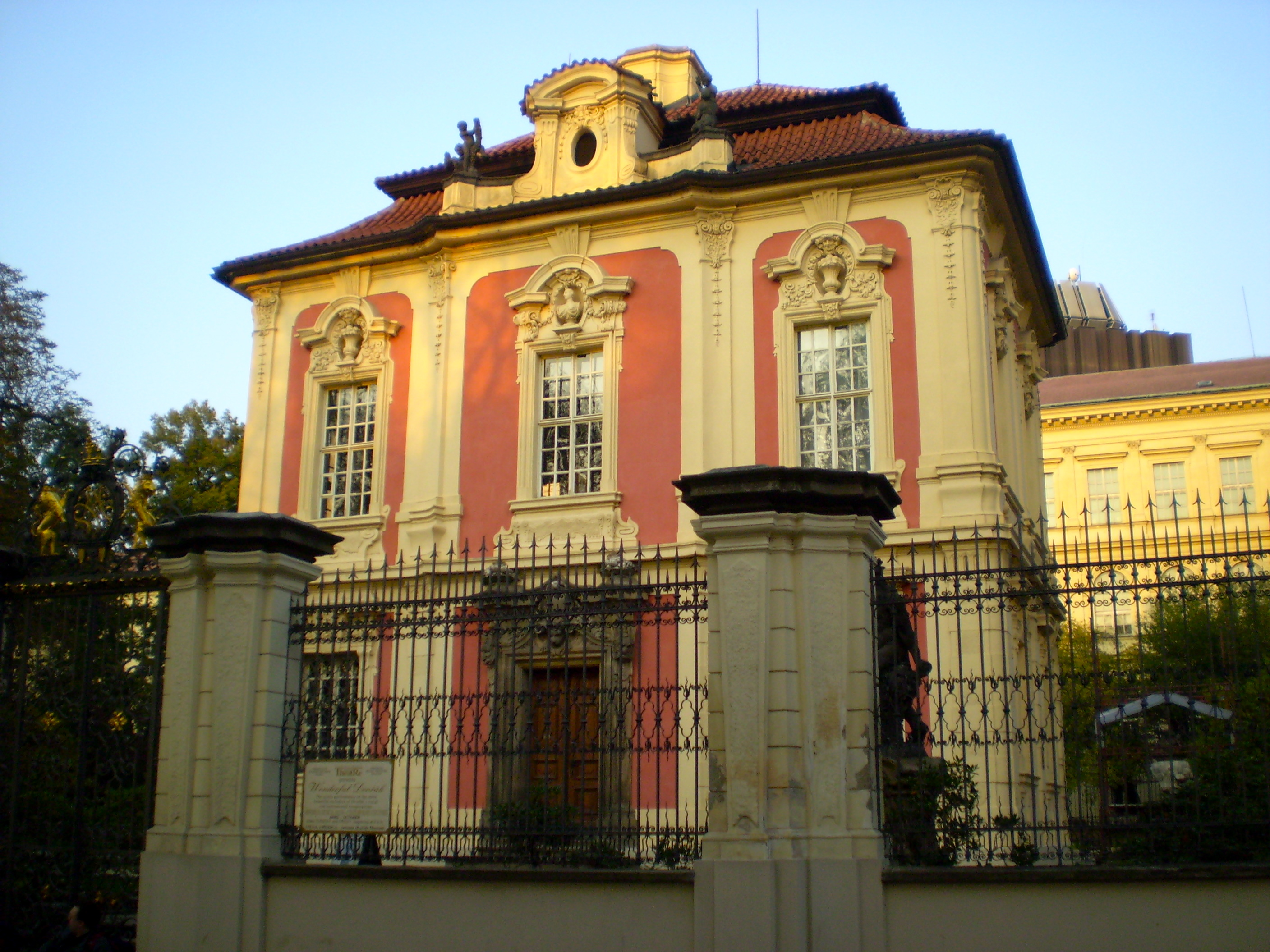
Bảo tàng Dvořák

Tiền thân của Bảo tàng Antonín Dvořák là Bảo tàng Âm nhạc Séc, nay là một phần của Bảo tàng Quốc gia. Năm 1932, bảo tàng được chuyển vào trong một tòa nhà nằm ở phía bắc của Khu Phố Mới, cách trung tâm thành phố Praha khoảng 15 phút đi bộ. Tòa nhà được xây dựng theo phong cách Baroque do kiến trúc sư nổi tiếng Kilian Ignaz Dientzenhofer thiết kế vào đầu thế kỷ 18. Mặc dù bảo tàng Antonín Dvořák được chuyển tới đây nhưng tòa nhà không có mối liên hệ nào với Dvořák.
Bảo tàng trưng bày toàn bộ các bức ảnh, mẩu báo, chương trình và đồ vật cá nhân liên quan đến Antonín Dvořák, đặc biệt trong đó có cả cây đàn violin và cây đàn piano mà ông đã dùng trong suốt sự nghiệp sáng tác của mình. Ngoài ra, bảo tàng còn chứa một bộ sưu tập độc đáo gồm các bản thảo và thư từ của ông, đây đều là những tư liệu quý giá để nghiên cứu về Antonín Dvořák. Ở đây cũng thường xuyên tổ chức các buổi hòa nhạc, các cuộc hội thảo, diễn thuyết và triển lãm.
Hàng năm, bảo tàng thường tổ chức một buổi lễ tưởng nhớ tại mộ của Antonín Dvořák ở nghĩa trang Vyšehrad vào đêm trước ngày 1 tháng 5 - ngày giỗ của ông. Ngoài ra còn có một lễ kỷ niệm ngày sinh của Antonín Dvořák được tổ chức ở Nelahozeves. Cũng có rất nhiều trung tâm tổ chức kỷ niệm Dvořák tại các địa điểm khác như một cuộc triển lãm thường trực về Dvořák diễn tại Vysoká gần Příbram và một cuộc triển lãm khác ở Zlonice, ngoài ra còn có một phòng tưởng niệm nằm trong Lâu đài Sychroy gần Turnov.